# YSB (revista)
YSB, acrónimo de Young Sisters and Brothers (Hermanas y Hermanos Jóvenes), fue una revista mensual afroamericana de estilo de vida, que se publicó en papel desde 1991 hasta 1996. La revista fue fundada por Robert L. Johnson como filial de BET. Fue la primera revista nacional afroamericana de estilo de vida dirigida específicamente a adolescentes de 13 a 19 años. Fue diseñada para fomentar la autoestima de los adolescentes y comercializada para la "generación hip-hop".

## Historia
YSB publicó su primer número en septiembre de 1991. La revista ofrecía noticias sobre música, moda y temas de actualidad para los adolescentes, como el abuso de sustancias y el VIH/SIDA. La división editorial de BET también publicaba las revistas Emerge, BET Weekend y Heart & Soul. Entre los colaboradores de la revista se encontraban Kenji Jasper (periodista), Jelani Cobb (periodista), Frank Dexter Brown (editor), Fo Wilson (también conocido como Folayemi Wilson; director creativo), y Lance Pettiford (director creativo).
Poco antes del último número, en octubre de 1996, BET y Microsoft aunaron esfuerzos para publicar la revista impresa en línea, y en aquel momento sólo el 11% de los hogares afroamericanos tenían acceso a Internet en casa (frente al 29% de los hogares blancos en esa misma época). La revista había estado funcionando con unas pérdidas anuales de casi 2 millones de dólares antes de su cierre.